# Cosmopolis (film)
A Cosmopolis 2012-es kanadai-francia sci-fi-filmdráma, amelyet David Cronenberg írt, rendezett és készített. A film Don DeLillo azonos című regénye alapján készült. A főszerepet Robert Pattinson alakítja. 
A filmet 2012. június 8-án mutatták be Kanadában, a korlátozott vetítéseket pedig augusztus 17-én kezdték meg az Egyesült Államokban. 

## Cselekmény
Eric Packer (Robert Pattinson), a 28 éves milliárdos vagyonkezelő lassan végighalad Manhattan-en a közlekedési dugók ellenére, a luxuslimuzinjában, amit az irodájaként használ. Célállomása egy fodrász szalon. A közlekedési dugók az Egyesült Államok elnökének látogatása és Eric kedvenc rap énekesének temetése miatt alakult ki, akinek a zenéjét az egyik magánliftjében mindig le szokta játszani. Annak ellenére, hogy az utóbbi időben a szerencse nem az ő oldalán állt, Packer arról álmodozik, hogy megveszi a Mark Rothko kápolnát. Nemrég házasodott; a kocsijában és máshol rendszeresen találkozik a feleségével, aki nem akar többé lefeküdni vele. Ehelyett Packer más nőket visz az ágyba. Mindeközben, antikapitalista aktivisták demonstrálnak az utcán, bejelentve, hogy "Egy szellem kísérti a világot: a kapitalizmus szelleme". Lefújják festéksprével Packer limuzinját, és később az egyikük kifaggatja őt. Packer megtudja, hogy odakint van egy bérgyilkos, aki meg akarja ölni, de úgy látszik, nem érdekli, hogy ki lehet az a személy.
Az autójában, amíg találkozóját tartja, az orvosa elvégzi rajta a napi szűrővizsgálatokat; Eric aggódik, hogy az orvos felfedezi, hogy aszimmetrikus prosztatája van. Miután a valuta spekuláció tönkremegy, ami nem nagyon kedvez a szerencséjének, Eric világa kezd szétesni. Végül megöli a testőrét. Miután megérkezik a fodrászhoz, aki ismerte az apját, Packer levágatja a haját az egyik oldalon. A borbély és a fekete limuzin sofőr megbeszélik a tiszteletreméltó karrierjüket, és a borbély, miután megtudja hogy Packer eldobta a fegyverét, odaadja neki a sajátját. Packer folytatja az önpusztítást, meglátogatja a lehetséges gyilkosát, Benno Levin-t, a férfit, aki még neki dolgozott. Packer hajlamosnak tűnik az öngyilkosság elkövetésére, de inkább kézen lövi magát. A gyilkos, aki a kapitalista rendszerben hányódik, elmagyarázza neki, hogy akkor hibázott a munkájában, amikor tökéletes szimmetriát és mintát keresett a részvénypiacon. A film úgy végződik, hogy a lehetséges gyilkos fegyvert tart Eric fejéhez, miközben halállal megfenyegeti; a lövést viszont nem mutatják.

## Szereplők
- Robert Pattinson –– Eric Packer
- Jay Baruchel –– Shiner
- Philip Nozuka –– Michael Chin
- Paul Giamatti –– Benno Levin
- Kevin Durand –– Torval
- Juliette Binoche –– Didi Fancher, Eric művészeti tanácsadója, akivel Eric-nek viszonya van
- Samantha Morton –– Vija Kinsky, Eric tanácsadója
- Sarah Gadon –– Elise Shifrin
- Mathieu Amalric –– André Petrescu
- K'naan –– Brutha Fez, egy rap művész
- Emily Hampshire –– Jane Melman
- Patricia McKenzie –– Kendra Hays, Eric testőre, akivel Eric-nek viszonya van